# 格羅法山
48°37′12″N 23°56′3″E / 48.62000°N 23.93417°E

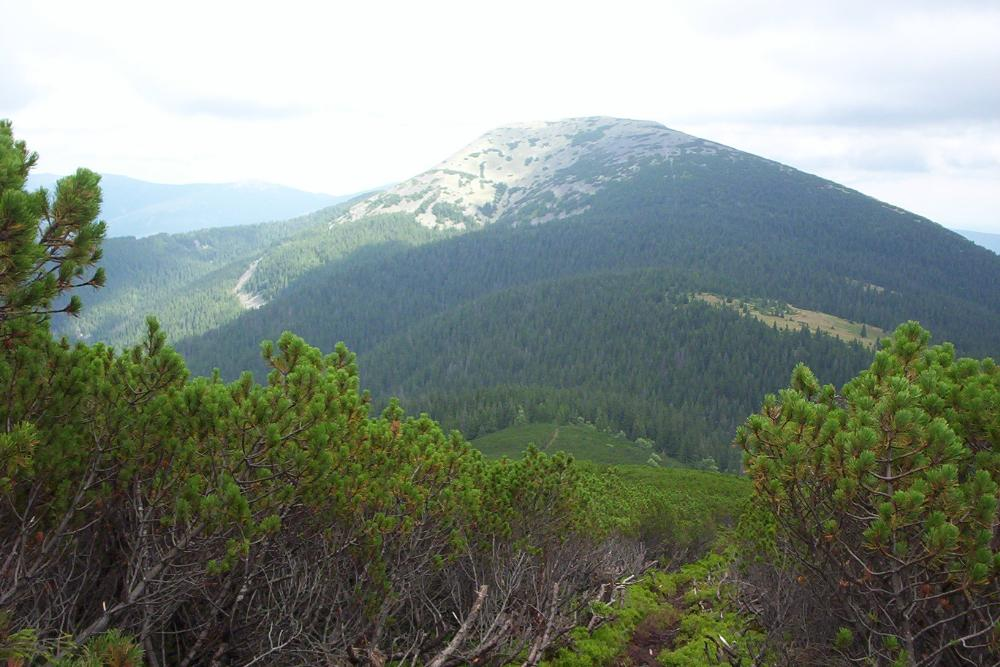

格羅法山（烏克蘭語：Ґрофа）是烏克蘭西部的山峰，屬於烏克蘭喀爾巴阡山脈中戈爾加內山脈的一部分。該山峰處於伊萬諾-弗蘭科夫斯克州的卡盧什區，海拔高度1,748米。